# أندي ستراوغن
أندي ستراوغن (بالإنجليزية: Andy Straughn)‏ مواليد 25 ديسمبر 1959 في باربادوس، هو ملاكم محترف بريطاني سابق بدأ مسيرته الاحترافية سنة 1982. سبق أن شارك في دورة الألعاب الأولمبية الصيفية سنة 1980.

## إحصائيات
خاض خلال مسيرته 27 نزالا، فاز في 18 وتعادل في 2 وخسر في 7. فاز بالضربة القاضية في 10 نزالات.

## روابط خارجية
- أندي ستراوغن على موقع بوكس ريك (الإنجليزية) (registration required)
- أندي ستراوغن على موقع اللجنة الأولمبية الدولية (الإنجليزية)
- أندي ستراوغن على موقع أوليمبيديا (الإنجليزية)
- أندي ستراوغن على موقع اللجنة الأولمبية البريطانية (الإنجليزية)